# Hector Martin
Hector Martin (Roeselare, 26 dicembre 1898 – Roeselare, 9 agosto 1972) è stato un ciclista su strada belga.
Professionista dal 1925 al 1935, vinse la Bordeaux-Parigi nel 1928 e cinque tappe al Tour de France; nella grande corsa a tappe francese indossò anche per quattro giorni la maglia gialla nel 1927. Anche suo fratello Léon Martin fu un ciclista professionista degli anni venti del novecento.

## Carriera
Si mise in luce come ciclista adatto alle corse di un giorno nel 1924 quando, non ancora professionista, vinse il campionato belga e il Giro delle Fiandre della categoria indipendenti.
Nel 1925 passò professionista con la squadra francese JB Louvet e prese parte al suo primo Tour de France, nel quale riuscì fra la quattordicesima e la diciottesima tappa a vincere tre volte e arrivare una volta secondo. Nelle classiche fu terzo al Giro delle Fiandre e alla Bordeaux-Parigi, mentre fu decimo nella Bordeaux-Parigi.
Nel 1927 si ripeté al Tour de France vincendo due tappe e indossando per quattro giorni la maglia gialla, prima di lasciarla al lussemburghese Nicolas Frantz che conquistò la corsa; in quel Tour, Martin ottenne il suo miglior piazzamento in una corsa a tappe arrivando nono nella classifica generale. Per quanto riguarda le corse in linea vinse la Paris-Nantes, fu secondo nella Paris-Rennes e terzo nel Critérium des As.
Nel 1928 vinse la Bordeaux-Parigi, storica classica dietro-moto, fu terzo nel Campionato delle Fiandre, quarto nel Grand Prix Wolber, nono nella Parigi-Roubaix, settimo nel Circuit de Paris e undicesimo nella Parigi-Tours.
Nel 1929 fu secondo nella Bordeaux-Parigi, terzo nel Grand Prix Wolber setsto nella Parigi-Lille, settimo nella Parigi-Tours e dodicesimo nel Giro delle Fiandre.
Nel 1930 fu secondo nel Circuit du Morbihan, quinto nel Campionato delle Fiandre, quarto nella Parigi-Bordeaux, sesto nella Parigi-Roubaix, settimo nella Vuelta al País Vasco e nella Parigi-Tours e ottavo nel Grand Prix Wolber.
Il 1931 fu l'ultimo anno in cui ottenne risultati importanti e fu quarto al Giro delle Fiandre.

## Palmarès
- 1923

Bruxelles-Luxembourg-Montdorf
- 1924

Giro delle Fiandre Indipendenti
Bruxelles-Paris
Paris-Menin
Binche-Tournai-Binche
Campionati belgi, Prova in linea Indipendenti
- 1925

14ª tappa Tour de France
16ª tappa Tour de France
17ª tappa Tour de France
- 1927

Paris-Nantes
3ª tappa Tour de France
22ª tappa Tour de France
- 1928

Bordeaux-Parigi
- 1930

1ª tappa Circuit du Béarn
2ª tappa Circuit du Béarn
Classifica generale Circuit du Béarn

### Altri successi
- 1923

Kermesse di Melsele
- 1924

Criterium di Blankenberge
- 1931

Kermesse di Maldegem

## Piazzamenti

### Grandi Giri
- Tour de France

1925: 14º
1927: 9º
1928: ritirato
1929: ritirato

### Classiche monumento
- Giro delle Fiandre

1925: 3º
1927: 34º
1928: 19º
1929: 12º
1931: 4º
1932: 19º
- Parigi-Roubaix

1926: 39º
1927: 19º
1928: 9º
1930: 6º
1931: 17º
1932: 14º